# Łomniczka (potok)
Łomniczka (niem. Klein Lomnitz) – potok górski, prawy dopływ Łomnicy o długości 9,32 km.
Potok płynie w Sudetach Zachodnich, we wschodniej części Karkonoszy. Swój początek bierze na Równi pod Śnieżką ze Złotych Źródeł na wysokości 1402 m n.p.m. Tworzy efektowny, najdłuższy (300 m) ciąg kaskad w polskich Karkonoszach i spływa do Kotła Łomniczki pod Śnieżką. Łomniczka przepływa przez wschodnią część Karpacza, następnie w okolicy Miłkowa, na obszarze Kotliny Jeleniogórskiej, wpływa do Łomnicy.

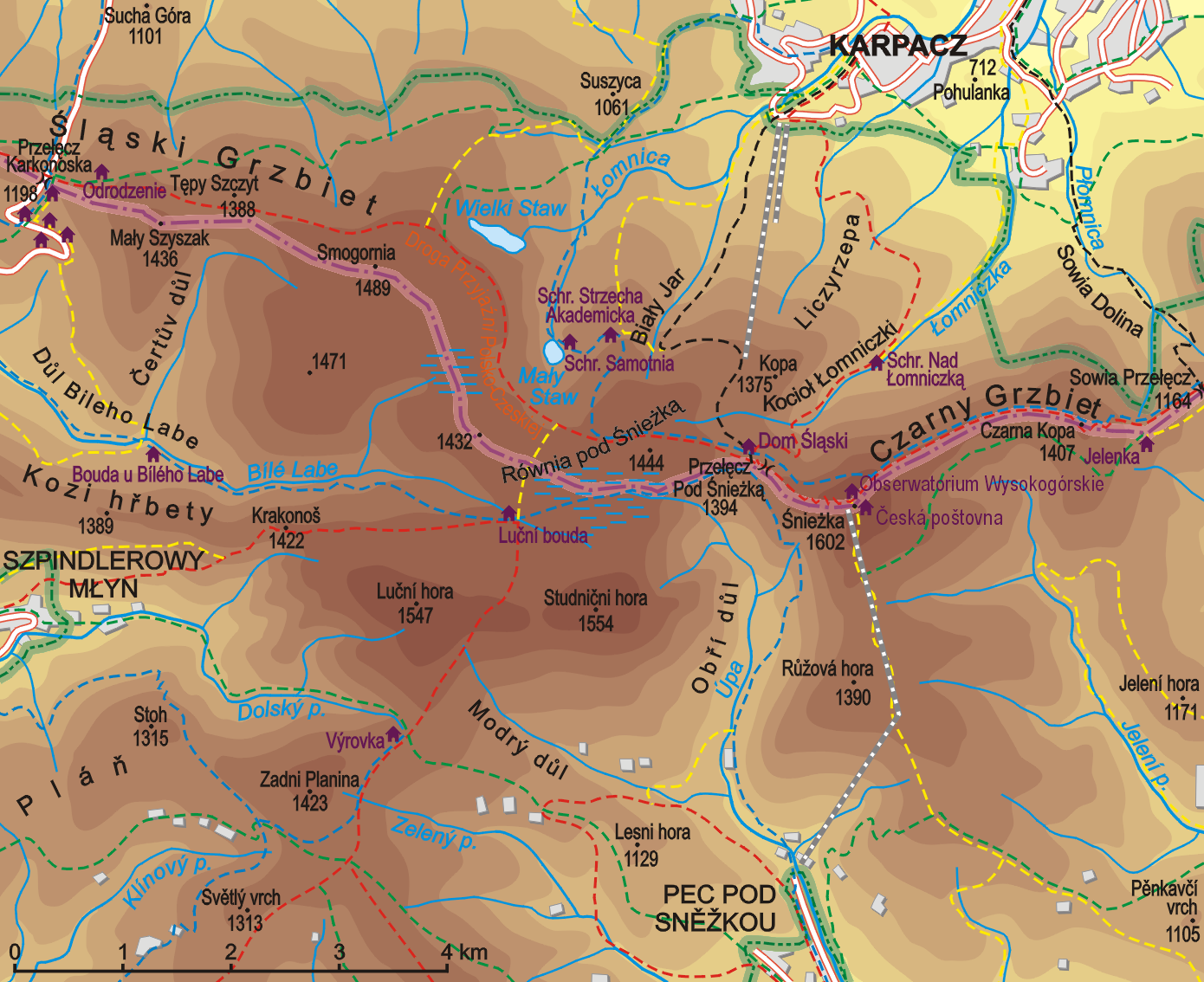
Łomnica i Łomniczka na mapie okolic Śnieżki

Dopływami Łomniczki są Wilczy Potok, Czerniawka, Płomnica i Skałka